# Kasabova Glacier
Kasabova Glacier är en glaciär i Antarktis. Den ligger i Västantarktis. Argentina, Chile och Storbritannien gör anspråk på området. Kasabova Glacier ligger 530 meter över havet.
Terrängen runt Kasabova Glacier är kuperad åt nordväst, men åt sydost är den bergig. Havet är nära Kasabova Glacier åt nordväst. Trakten är obefolkad. Det finns inga samhällen i närheten. 